# وولکر بک (دونده)
وولکر بک (آلمانی: Volker Beck؛ زادهٔ ۳۰ ژوئن ۱۹۵۶) دونده اهل آلمان بود. از افتخارات وی میتوان به کسب مدال طلا دو ۴۰۰ متر با مانع در بازی‌های المپیک تابستانی ۱۹۸۰ اشاره کرد.